# Classe Mayak
Le unità appartenenti alla classe Mayak (progetto 502 secondo la classificazione russa) erano navi AGI che furono utilizzate dalla marina sovietica durante la guerra fredda. Oggi sono state tutte ritirate dal servizio.

## Versioni
Le Mayak furono costruite in un gran numero di esemplari. Oltre alla versione AGI,  ve ne erano anche alcune modificate per svolgere compiti di addestramento antisommergibile, ed altre attrezzate per rifornire la flotta militare sovietica.

### AGI
Si tratta della versione base, costruita in otto unità. Le unità vennero frequentemente usate per sorvegliare le varie squadre navali occidentali, attività detta in gergo shadowing. Conosciuta in Unione Sovietica come progetto 502.
- Khersones
- Kurs
- Kursograf
- Ladoga
- GS 239
- GS 242
- Girorulevoy
- Aneroid

### Addestramento ASW
Conosciuto in URSS come progetto 502Y, si trattava di un paio di unità che, negli anni ottanta, erano state attrezzate per svolgere missioni di addestramento del personale alla lotta antisommergibile. Il dislocamento era di 1.050 tonnellate, mentre lo scafo era lungo 54,2 metri, largo 9,3 ed alto 3,6. Il motore Diesel da 800 hp garantiva una velocità massima di 11 nodi, con un'autonomia alla massima velocità di 9.400 miglia. L'equipaggio era composto da 60 unità (cadetti inclusi).
L'armamento antiaereo era costituito da un impianto binato da 25 mm, mentre molto vario era quello antisommergibile. In dettaglio, le Mayak erano equipaggiate con quattro RBU-1200, altrettanti tubi lanciasiluri da 400 mm e due lanciatori di cariche di profondità. Il radar imbarcato era uno Spin Trough da ricerca. In Unione Sovietica erano classificate come US.

### Rifornimento
Si trattava di navi attrezzate per svolgere missioni di rifornimento alla flotta. Tali unità erano state convertite a tale utilizzo tra il 1971 ed il 1976. Le prestazioni erano praticamente le stesse della versione da addestramento, ma non era previsto armamento a bordo e l'equipaggio era decisamente inferiore (30 elementi). Tali navi erano caratterizzate da piccole sovrastrutture, ed erano equipaggiate con celle frigorifere. In Unione Sovietica erano classificate VTR.
- Buzuluk
- Ishim
- Lama
- Mius
- Neman
- Rioni
- Ulma
- Vytegra